# DoNews
DoNews是一个IT资讯的综合社区网站。旗下拥有DoNews、人人网、电玩巴士、A9VG电玩部落、NGA等知名网站。

## 历史
2000年4月19日成立。由刘韧、杜红超和林兴陆发起，成立于2000年4月19日。
2005年12月29日被千橡科技收购。创始人之一刘韧出任千橡互动集团副总裁。
2008年10月，与刘韧关系密切的微协公关公司利用Donews平台发文敲诈奇虎360，360董事长周鸿祎起诉刘韧。2009年12月，刘韧因敲诈勒索罪被判刑3年，到2011年5月才出狱。刘韧丑闻曝光后，大股东千橡集团也不准备再投资DoNews。DoNews的首席运营官姜楠和总编辑王乐进行管理层收购，从千橡互动集团中独立。
2012年3月1日，北京多牛互动传媒股份有限公司成立，王乐任法定代表人。
2016年，在新三板挂牌上市。
2017年12月25日，多牛传媒集团宣布并购完美世界旗下的泛娱乐媒体业务星游传媒。星游传媒旗下的媒体资产包括电玩巴士、178、NGA玩家社区、A9VG电玩部落、大脚(bigfoot)插件等知名网站。多牛传媒在并购前夕从新三板退市。
2018年11月14日，人人网将旗下社交网络平台人人网、人人直播，以及相关的一揽子业务出售给了多牛传媒。